# Ligaria backlundi
Ligaria backlundi är en bönsyrseart som beskrevs av Johann Heinrich Kaltenbach 1996. Ligaria backlundi ingår i släktet Ligaria och familjen Mantidae. Inga underarter finns listade i Catalogue of Life.